# Ludowo-Demokratyczna Partia Uzbekistanu
Ludowo-Demokratyczna Partia Uzbekistanu (uzb. Oʻzbekiston Xalq Demokratik Partiyasi) – jedna z czterech głównych partii politycznych w Uzbekistanie. Została utworzona 1 listopada 1991 w wyniku przekształcenia Komunistycznej Partii Uzbeckiej SRR.
W latach 1991–2007 partia była głównym zapleczem politycznym prezydenta Uzbekistanu Isloma Karimova, który w tym okresie pełnił funkcję jej lidera. W wyborach prezydenckich 23 grudnia 2007 Karimov startował jako kandydat Liberalno-Demokratycznej Partii Uzbekistanu.